# Le Pellerin
Le Pellerin (bretonisch: Pentelloù) ist eine französische Gemeinde mit 5335 Einwohnern (Stand: 1. Januar 2022) im Département Loire-Atlantique in der Region Pays de la Loire. Sie gehört zum Arrondissement Nantes und zum Gemeindeverband Nantes Métropole. Le Pellerin gehört zum Kanton Saint-Brevin-les-Pins. Die Einwohner werden Pellerinais genannt.

## Geografie
Le Pellerin liegt in der historischen Landschaft Pays de Retz an der Loire, in die hier der Acheneau mündet. Umgeben wird Le Pellerin von den Nachbargemeinden Couëron im Norden und Nordosten, Saint-Jean-de-Boiseau im Osten, Brains im Südosten, Cheix-en-Retz im Süden und Südwesten, Luanay, Vue und Frossay im Westen sowie Saint-Étienne-de-Montluc im Nordwesten.
Le Pellerin gehört zum Weinbaugebiet des Gros Plant du Pays Nantais und des Muscadet.

## Bevölkerungsentwicklung
| Jahr      | 1962 | 1968 | 1975 | 1982 | 1990 | 1999 | 2006 | 2017 |
| Einwohner | 2667 | 2685 | 2902 | 3478 | 3712 | 3777 | 4181 | 5100 |

## Sehenswürdigkeiten
- neogotische Kirche Notre-Dame aus dem 19. Jahrhundert, erbaut als Ersatz für die 1793 abgebrannte frühere Kirche
- Kanal La Matinière (auch: Canal Maritime de la Basse Loire), Bau ab 1892, Anfang des 20. Jahrhunderts fertiggestellt
- Kais am Kanal und an der Loire

## Wirtschaft
Am Rand der Gemeinde befindet sich das nukleare Zentrum von Le Pellerin und Cheix-en-Retz.

## Gemeindepartnerschaft
Mit der britischen Gemeinde North-Ferriby in East Yorkshire (England) besteht eine Partnerschaft.

## Persönlichkeiten
- Joseph Fouché (1759–1820), Herzog von Otranto, Politiker, Polizeiminister